# Rutger Hauer
Rutgerus Oelsen Hauer  (Breukelen, Países Bajos, 23 de enero de 1944-Beetsterzwaag, Países Bajos, 19 de julio de 2019), más conocido como Rutger Hauer, fue un actor neerlandés que trabajó en Hollywood. Conocido principalmente por su actuación en la película de culto Blade Runner (1982), donde encarnó al replicante Roy Batty, apareció también en películas como Delicias Turcas (1973), Soldaat van Oranje (1977), Nighthawks (1981), The Osterman Weekend (1983), Ladyhawke (1985), Flesh and Blood (1985), The Hitcher (1986), Escape de Sobibor (1987), Confesiones de una mente peligrosa (2002), Sin City (2005), Batman Begins (2005) y Valerian y la ciudad de los mil planetas (2017). En 1988 recibió un Globo de Oro por Escape de Sobibor.

## Biografía
Rutgerus Oelsen Hauer nació el 23 de enero de 1944 en la ciudad de Breukelen, en la provincia de Utrecht, en Holanda. Sus padres, Teunke y Ared, eran actores teatrales. Su hermana mayor y sus dos hermanas menores también eran actrices. Abandonó los estudios en el instituto para intentar dedicarse, como su abuelo, a la marina mercante, pero terminó desechando la idea a causa de su daltonismo (como su bisabuelo) para trabajar durante un período como obrero de la construcción y ejercer de poeta bohemio en sus ratos libres, por los cafés de Ámsterdam. Ingresó en el Ejército de los Países Bajos, donde colaboró con el cuerpo médico, pero abandonó la carrera militar al poco tiempo. Rutger Hauer decidió finalmente seguir los pasos de sus padres y recibió clases de interpretación.
Divorciado de Heidi Merz, con quien tuvo a su única hija, la actriz Ayesha Hauer nacida en 1966, en 1985 contrajo matrimonio por segunda vez con la escultora y pintora Ineke Ten Cate después de más de quince años de relación, permaneciendo unidos hasta el fallecimiento del actor. Era un reconocido activista medioambiental.
Publicó un libro autobiográfico junto a Patrick Quinlan titulado All Those Moments: Stories of Heroes, Villains, Replicants and Blade Runners o Todos esos momentos: historias de héroes, villanos, replicantes y blade runners, en el que analizan estos roles.
Fundó la «Rutger Hauer Starfish Foundation» para luchar contra el SIDA, fundación benéfica inspirada en la cita hindú «Si le das a un hombre un pescado lo alimentas un día, si le enseñas a pescar lo alimentarás por siempre».
En 1995, el servicio de correo holandés emitió un sello con Rutger en él, tomada de una escena de la película Turks fruit.

### Fallecimiento
Rutger Hauer falleció el 19 de julio de 2019, víctima de una enfermedad fulminante, en su Utrecht natal. Su familia confirmó su deceso unos días después, el 25 de julio, tras haberse realizado los funerales en la más completa intimidad. Fue recordado en su país por sus interpretaciones de caballeros medievales en películas neerlandesas, pero a nivel mundial se lo recordó por su papel como el replicante Roy Batty en la película Blade Runner, donde sorprendió con su monólogo conocido como «Lágrimas en la lluvia».

## Carrera actoral

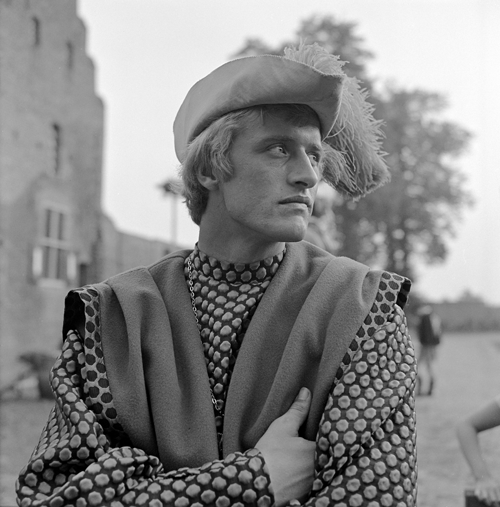
Rutger Hauer en la serie Floris (1969).

Tras pasar por el teatro dio comienzo a su carrera cinematográfica a finales de los años 1960 después de protagonizar la serie Floris en 1969, serie de televisión dirigida por Paul Verhoeven (con quien Hauer inició una larga serie de destacadas colaboraciones). Ese mismo año dio el salto a la gran pantalla, en un breve papel, en Monsieur Hawarden dirigida por Harry Kümel.
En 1977 protagonizó Soldaat van Oranje traducida como, Eric, oficial de la reina de Paul Verhoeven en el papel de Erik Lanshof. Gracias a su protagonismo junto a Monique van de Ven en títulos como Delicias turcas (Turks fruit) (1973) o Una novia llamada Katy Tippel (1975), tanto Hauer como Verhoeven se hicieron conocidos entre los cinéfilos de fuera de su país natal.
Su salto a la fama se produjo en los años 1980. En 1981 rodó en Hollywood la película Halcones de la noche donde hacía de villano enfrentándose a Sylvester Stallone.
En 1981 ganó el premio Golden Calf al mejor actor en el Nederlands Film Festival. Pero el papel por el que muchos de sus aficionados lo recuerdan será el del replicante Roy Batty en Blade Runner junto a Harrison Ford en 1982, la adaptación que hizo Ridley Scott de la novela de Philip K. Dick ¿Sueñan los androides con ovejas eléctricas? Siendo parcialmente autor del monólogo "Lágrimas en la lluvia" de la misma película. Por este rol fue nominado al Premio Saturn a mejor actor de reparto.
Después vendrían Clave: omega de Sam Peckinpah, Lady Halcón (1985) de Richard Donner o Los señores del acero (1985), película dirigida por Verhoeven, quien también le propuso protagonizar Robocop, algo que el actor rechazó.
En 1986 protagonizó el thriller The Hitcher, traducida como Carretera al infierno, en la cual interpretaba con gran talento actoral al cínico John Ryder, uno de los asesinos en serie más memorables de la gran pantalla.
En 1987 protagonizó Wanted Dead Or Alive.
Ese mismo año protagoniza Escape de Sobibor, representando sólidamente al soldado soviético capturado Aleksandr Pecherski junto a los actores Alan Arkin, Joanna Pacula "Luka", Hartmut Becker, Jack Shepherd, Emil Wolk, Simon Gregor, Linal Haft, Jason Norman, entre otros.
En 1989 protagonizó Furia ciega, de Phillip Noyce, donde interpretó el papel de Nick Parker, un excombatiente de Vietnam que había quedado ciego.
Entre 1989 y 2011 protagonizó unas cien películas sobre todo de bajo presupuesto y fue actor secundario en muchas otras, además de trabajar en anuncios publicitarios de Guinness y numerosas series de televisión.
En 2003 interpretó durante 2 capítulos de la tercera temporada de Smallville al criminal Morgan Edge, donde a lo largo de la temporada se revela que fue contratado en el pasado por su antiguo amigo Lionel Luthor para asesinar a los padres de este y poder cobrar el seguro para fundar su empresa Luthorcorp.
En 2005, formó parte del reparto de Batman Begins, donde interpretó a William Earle un ejecutivo de Industrias Wayne que introdujo a la empresa en la bolsa, debido a la prolongada ausencia de Bruce Wayne (Christian Bale). En 2007 grabó la voz en una campaña publicitaria de Lurpak. En 2009, su representación en el filme de avant-garde de Cyrus Frisch Dazzle, recibió críticas positivas. La película fue alabada en la prensa holandesa como el film holandés "más relevante del año". El mismo año fue protagonista de la película Barbarossa, filme italiano dirigido por Renzo Martinelli. En abril de 2010, participó en la adaptación en vivo Hobo with a Shotgun, del avance del corto de ficción Grindhouse (2011). Posteriormente fue protagonista del film del mismo nombre: Hobo with a Shotgun, de Jason Eisener, así como de The Mill and the Cross, de Lech Majewski, Portable Life, de Fleur Boonman y De Heineken ontvoering, de Maarten Treurniet.
En 2012 representó el papel del doctor Abraham Van Helsing en la película Drácula, dirigida por Dario Argento. También hizo el papel de Michelangelo en la película Michelangelo - Il cuore e la pietra, de Giacomo Gatti.
Tuvo siete películas proyectadas para 2013. Además de aparecer en la sexta temporada de la serie True Blood, de la cadena estadounidense HBO, como Niall Brigant.
En 2017, Hauer dio la voz a Daniel Lazarski en el videojuego Observer, ambientado en una postapocalíptica Polonia, creado por Bloober Team. El personaje Lazarski es un miembro de un comando policiaco de élite que se adentra en las mentes de las personas en sus investigaciones e interfiere con sus recuerdos.
Uno de sus últimos trabajos fue el de dar voz al Maestro Xehanorth, principal antagonista del videojuego Kingdom Hearts III, como sustituto del fallecido Leonard Nimoy.

## Premios
Ganó un Globo de Oro por su trabajo en el telefilm Escape de Sobibor en 1987.
Después de cruzar el ecuador de la década de los 80 Hauer multiplicó sus apariciones tanto en películas cinematográficas como en telefilmes o miniseries de televisión. Trabajó en títulos de acción y ciencia ficción como Furia ciega (1989) o Peligrosamente unidos (1991). También intervino en películas de autores prestigiosos: así, La leyenda del santo bebedor (1988) de Ermanno Olmi, por la que ganaría el premio al mejor actor en el Festival Internacional de Seattle.
En 1994 fue nominado al premio a mejor actor extranjero en el Sant Jordi Awards por La leyenda del santo bebedor. También en 1994 fue nominado al Globo de Oro por Fatherland, película basada en la novela de Robert Harris Patria.
En 2004 ganó el premio a la trayectoria en el International Short Film Festival de Montecatini.
En 2005 apareció en papeles en grandes éxitos comerciales como Batman Begins o Sin City. Ese año ganó el premio a la trayectoria en el Sarasota Film Festival.
En 2008 ganó el premio Golden Calf a la cultura en el Nederlands Film Festival.
En 2012 ganó el premio Rembrandt Award como mejor actor por su actuación en la película De Heineken ontvoering o El secuestro Heineken, en la cual se relata el secuestro, en 1983, del magnate de la cerveza, Alfred Heineken, el hecho policial más grande y famoso de los Países Bajos.
Anne Rice creó al famoso Lestat, de Entrevista con el vampiro, inspirándose en Rutger. Pero no pudo interpretarlo en la adaptación cinematográfica porque los productores querían a Tom Cruise para el papel, algo que a ella le horrorizó, porque pensaba que no iba a ser capaz de interpretarlo con la suficiente maldad con la que había descrito al personaje, pero cuando vio la interpretación de Tom, dio la razón a los productores.

## Filmografía
Rutger Hauer ha actuado en más de 140 películas, entre ellas:
1. Monsieur Hawarden, 1969 de Harry Kümel.
2. Repelsteeltje, 1973 de Harry Kümel.
3. Delicias turcas, 1973 de Paul Verhoeven.
4. Flor al viento, 1974 de Adrian Hoven.
5. Keetje Tippel, 1975 de Paul Verhoeven.
6. La Donneuse, 1975 de Jean-Marie Pallardy.
7. Das Amulett des Todes, 1975 de Ralf Gregan y Günter Vaessen.
8. Het Jaar Van de Kreeft, 1975 de Herbert Curiel.
9. La conspiración, 1975 de Ralph Nelson.
10. Max Havelaar, 1976 de Fons Rademakers.
11. Eric, Oficial de la Reina, 1977 de Paul Verhoeven.
12. Pastorale 1943, 1978 de Wim Verstappen.
13. Misterios, 1978 de Paul de Lussanet.
14. Een vrouw tussen hond en wolf, 1979 de André Delvaux.
15. Grijpstra & de Gier, 1979 de Wim Verstappen.
16. Spetters, 1980 de Paul Verhoeven.
17. Coco Chanel, 1981 de George Kaczender.
18. Halcones de la noche, 1981 de Bruce Malmuth.
19. Inside the Third Reich, 1982 de Marvin J. Chomsky.
20. Blade Runner, 1982 de Ridley Scott.
21. Clave: omega, 1983 de Sam Peckinpah.
22. Eureka, 1983 de Nicolas Roeg.
23. En busca del águila, 1984 de Philippe Mora.
24. Lady Halcón, 1985 de Richard Donner.
25. Flesh & Blood, 1985 de Paul Verhoeven.
26. The Hitcher o Carretera al infierno, 1986 de Robert Harmon.
27. Escape de Sobibor, 1987 de Jack Gold.
28. Wanted Dead Or Alive o Se busca vivo o muerto, 1987 de Gary Sherman.
29. La leyenda del santo bebedor, 1988 de Ermanno Olmi.
30. Furia ciega traducida como Furia ciega, 1989 de Phillip Noyce.
31. En una noche de claro de luna, 1989 de Lina Wertmüller.
32. La sangre de los héroes, 1989 de David Webb Peoples.
33. Bloodhounds of Broadway (Noches de Broadway), 1989 de Howard Brookner.
34. Peligrosamente unidos, 1991 de Lewis Teague.
35. Past Midnight, 1991 de Jan Eliasberg.
36. Más allá de la justicia, 1991 de Duccio Tessari.
37. Segundo sangriento, 1992 de Tony Maylam e Ian Sharp.
38. Buffy la Cazavampiros, 1992 de Fran Rubel Kuzui.
39. Arctic Blue, 1993 de Peter Masterson.
40. Fatherland, 1994 de Christopher Menaul.
41. La familia Bean, 1994 de Jennifer Warren.
42. Surviving the Game (Sobrevivir al juego), 1994 de Ernest R. Dickerson.
43. Nostradamus, 1994 de Roger Christian.
44. Sangre inocente, 1995 de Bob Misiorowski.
45. Mariette in Ecstasy, 1996 de John Bailey.
46. Crossworlds: Entre dos mundos, 1996 de Krishna Rao.
47. Precious Find, 1996 de Philippe Mora.
48. Knockin’ on Heaven’s Door o Llamando a las puertas del cielo, 1997 de Thomas Jahn.
49. Blast, 1997 de Albert Pyun.
50. Anillo de rubí, 1997 de Harley Cokeliss.
51. Aguas turbulentas, 1997 de David Drury.
52. Omega Doom, 1997 de Albert Pyun.
53. Bleeders (Hemoglobina), 1997 de Peter Svatek.
54. Reencarnación, 1997 de Tibor Takács.
55. Águilas de combate, 1998 de Mark Griffiths.
56. El sabor del terror, 1998 de Mario Azzopardi.
57. Simon Magnus, 1999 de Ben Hopkins.
58. Caos en la red, 1999 de Richard Spence.
59. Mentiras verdaderas, 2000 de D. Shone Kirkpatrick.
60. El décimo reino, 2000 de David Carson.
61. Compañeros en el crimen, 2000 de Jennifer Warren.
62. Cómplices, 2000 de Roney Gibbons.
63. Turbulence. Secuestro en la red, 2001 de Jorge Montesi.
64. Abejas asesinas, 2001 de Jeff Hare.
65. I Banchieri di Dio, 2002 de Giuseppe Ferrara.
66. Scorcher, 2002 de James Seale.
67. Warrior Angels, 2002 de Byron W. Thompson.
68. Confesiones de una mente peligrosa, 2002 de George Clooney.
69. In the Shadow of the Cobra, 2004 de Ted Nicolau.
70. Tempesta, 2004 de Paul Tickell.
71. Camera Ascunsa, 2004 de Bogdan Dumitrescu.
72. Batman Begins, 2005 de Christopher Nolan.
73. Dracula III: Legacy, 2005 de Patrick Lussier.
74. La aventura del Poseidón, 2005 de John Putch.
75. Sin City, 2005 de Robert Rodriguez y Frank Miller.
76. Zerkalnie Voyni, 2005 de Vasili Chiginsky.
77. Minotaur, 2006 de Jonathan English.
78. Mentor, 2006 de David Langlitz.
79. Goool 2: Viviendo un sueño, 2007 de Jaume Collet-Serra.
80. Moving McAllister, 2007 de Andrew Black.
81. Magic Flute Diaries, 2007 de Magic Sullivan.
82. Starting Over (Comenzar de nuevo), 2007 de Giles Foster.
83. Tonight at Noon, 2008 de Michael Almereyda.
84. Spoon, 2008 de Sharlto Copley y Simon Hansen.
85. Happiness Runs, 2008 de Adam Sherman.
86. Oogverblindend, Dazzle, 2009 de Cyrus Frisch.
87. Barbarroja, 2009 de Renzo Martinelli.
88. Life’s a Beach, 2010 de Tony Vitale.
89. The Rite, 2011 de Mikael Håfström.
90. The Reverend, 2011 de Neil Jones.
91. Portable Life, 2011 de Fleur Boonman.
92. Il villaggio di cartone, 2011 de Ermanno Olmi.
93. Black Butterflies, 2011 de Paula van der Oest.
94. The Mill and the Cross o El molino y la cruz, 2011 de Lech Majewski.
95. Hobo With A Shotgun, 2011 de Jason Eisener.
96. Alle for én, 2011 de Rasmus Heide.
97. Hobo with a Shotgun, 2011 de Jason Eisener.
98. El Secuestro de Alfred Heineken, 2011 de Maarten Treurniet.
99. Drácula, 2012 de Dario Argento.
100. Agent Ranjid rettet die Welt, 2012 de Michael Karen.
101. Michelangelo - Il cuore e la pietra, 2012 de Giacomo Gatti.
102. Il futuro, 2013 de Alicia Scherson.
103. Death Squad, 2014 de Alessandro Capone.
104. The Last Kingdom, 2015.
105. El Almirante, 2015 de Roel Reiné.
106. Valerian y la ciudad de los mil planetas, 2017 de Luc Besson.
107. 24 horas para vivir, 2017 de Brian Smrz.
108. Samson, 2018 de Bruce Macdonald.
109. The Sisters Brothers, 2018 de Jacques Audiard.
110. Viy 2: Journey to China, 2019 de Oleg Stepchenko.